# Sint Jan (Veldhoven)
Sint Jan is een windmolen van het type stellingmolen. Het is een rietgedekte houten achtkant. De molen bevindt zich bij het gehucht Hoogeind in de gemeente Veldhoven.
De Sint Jan is tussen 1985 en 1991 gebouwd door de familie De Jongh. Bij de bouw werden onderdelen gebruikt van enige andere gesloopte molens, zo is het achtkant afkomstig uit het Duitse Leezen, nabij Lübeck. Een gesloopte molenromp uit Vught bracht de 40.000 stenen voor de onderbouw voort. In 1987 werd begonnen met de bouw op de locatie.
De Sint Jan is gelegen in het buitengebied van de gemeente Veldhoven. Het omringende Kempische landschap bestaat uit boerderijen, weilanden, akkerlanden en bossen.
De molen heeft een koppel 16der (140 cm doorsnede) blauwe maalstenen, graanpletter, mengketel, bloembuil en jakobsladder .
Het 24,80 meter lange gevlucht heeft op de binnenroede fokwieken met remkleppen. De buitenroede is Oud-hollands opgehekt. De gelaste, ijzeren roeden zijn van de firma Derckx te Beegden en stammen uit 1989. De binnenroede heeft nummer 613, de buitenroede heeft nummer 614.
De bovenas uit 1985 is gegoten door de Nijmeegse IJzergieterij en heeft nummer 8.
De molen wordt met behulp van een vangstok gevangen (geremd) door een scharnierende Vlaamse blokvang bestaande uit vier stukken. De vangbalk ligt in een haak.
De molen wordt gekruid met een kruilier en een kruiring. De kap had in Duitsland een zelfkruimechanisme dat vervangen is door een kruiring met aan de zijkant ijzeren rollen om overkruien te voorkomen. Boven op de kruiring zitten ter hoogte van de steunder enkele stalen rollen.
Het luiwerk is een sleepluiwerk.

## Overbrengingen
- Het bovenwiel heeft 61 kammen en de bonkelaar heeft 33 kammen. De koningsspil draait hierdoor 1,85 keer sneller dan de bovenas.
- Het spoorwiel heeft 173 kammen en het steenrondsel 56 staven. Het steenrondsel draait hierdoor 3,09 keer sneller dan de koningsspil en 5,71 keer sneller dan de bovenas.

## Fotogalerij

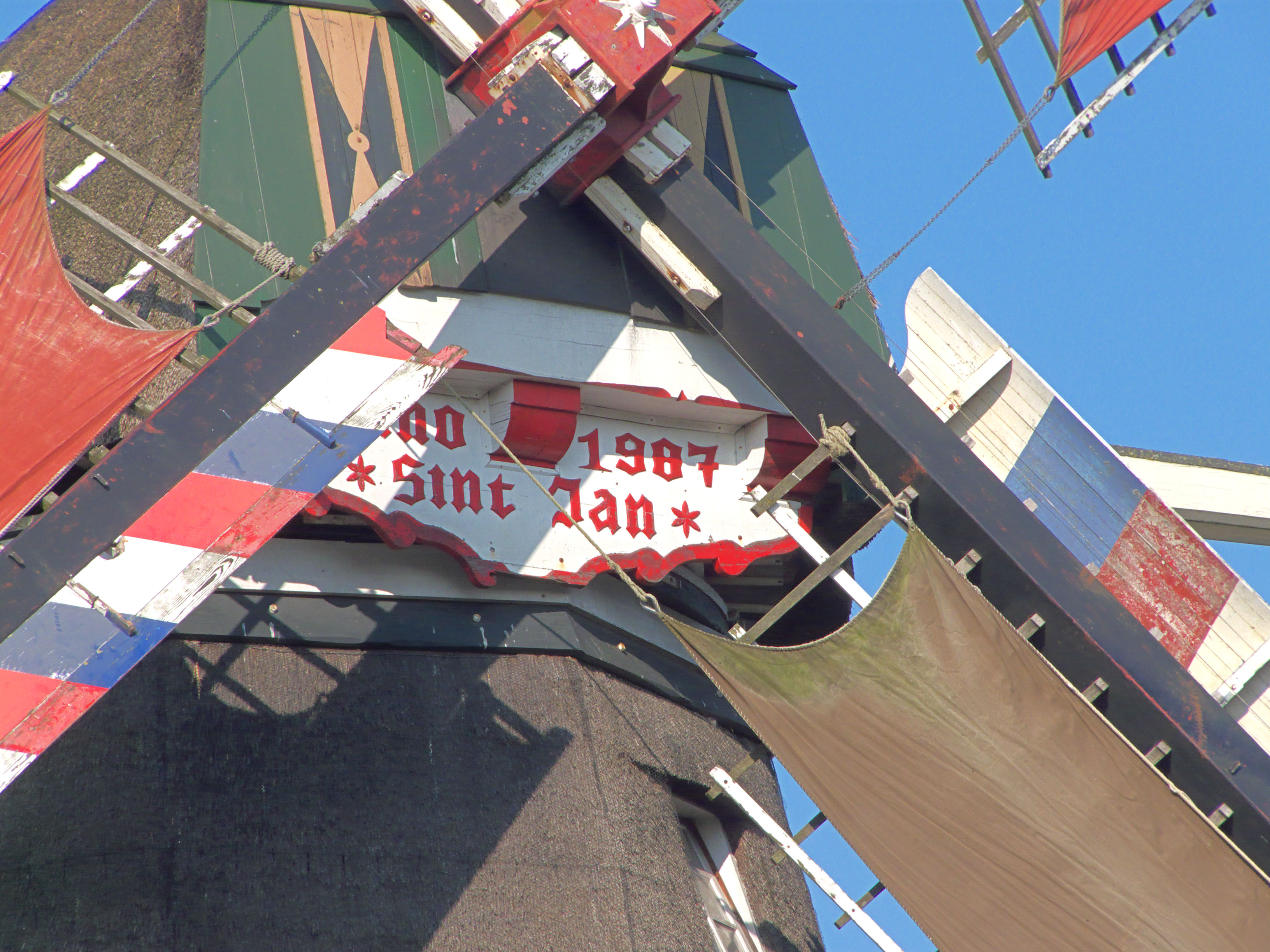
Baard
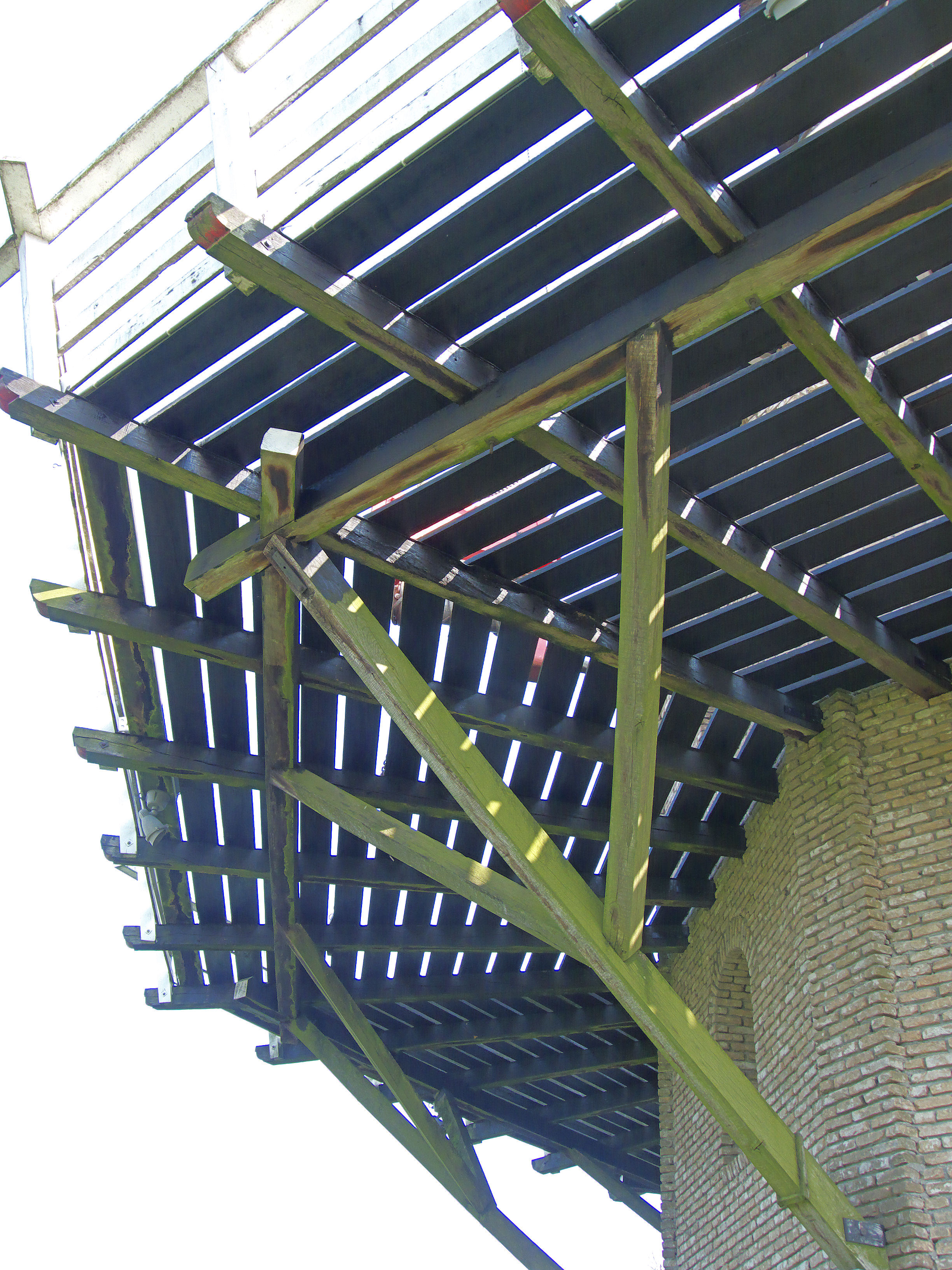
Stelling met kraaienpoten
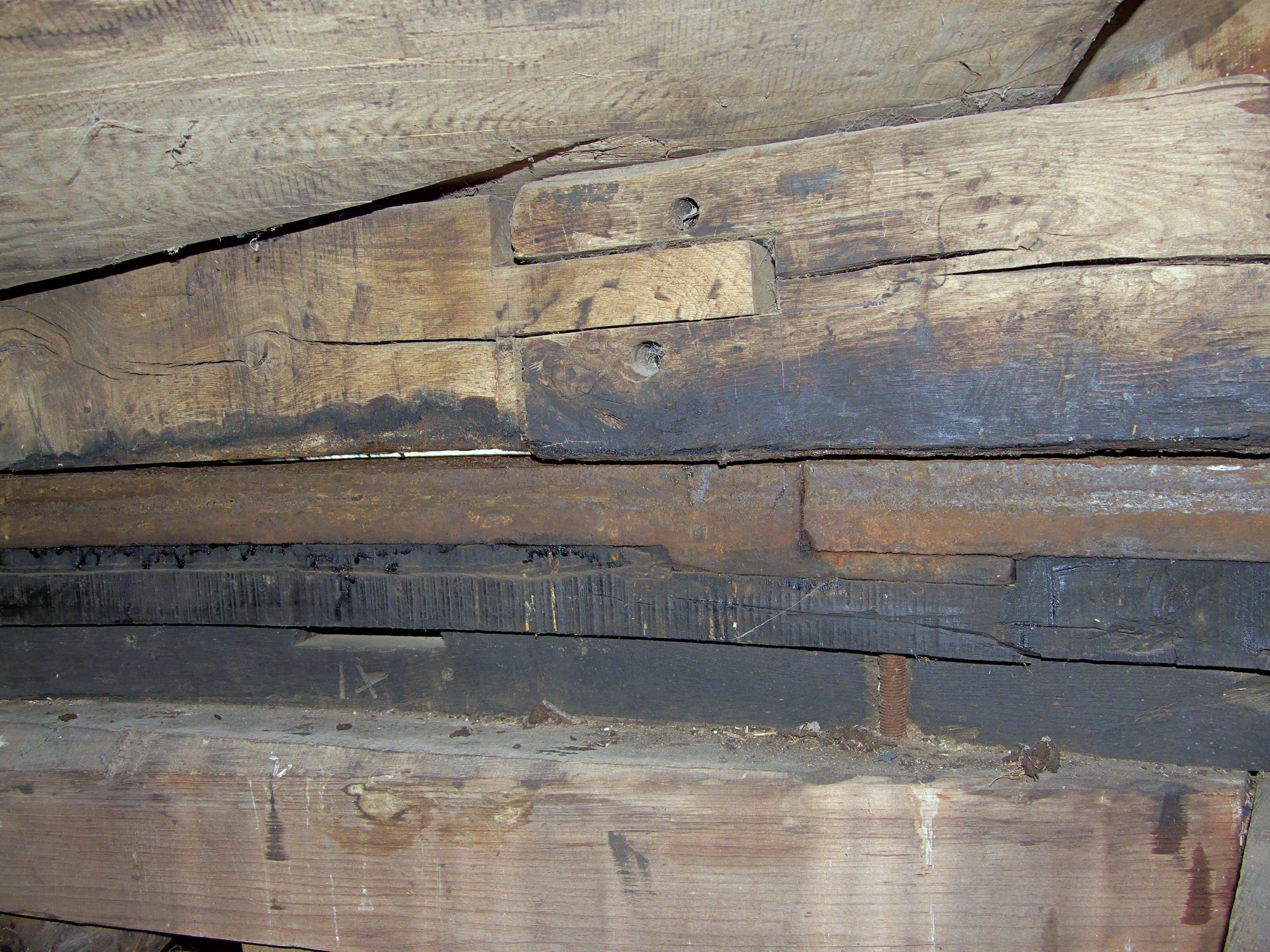
Kruiring
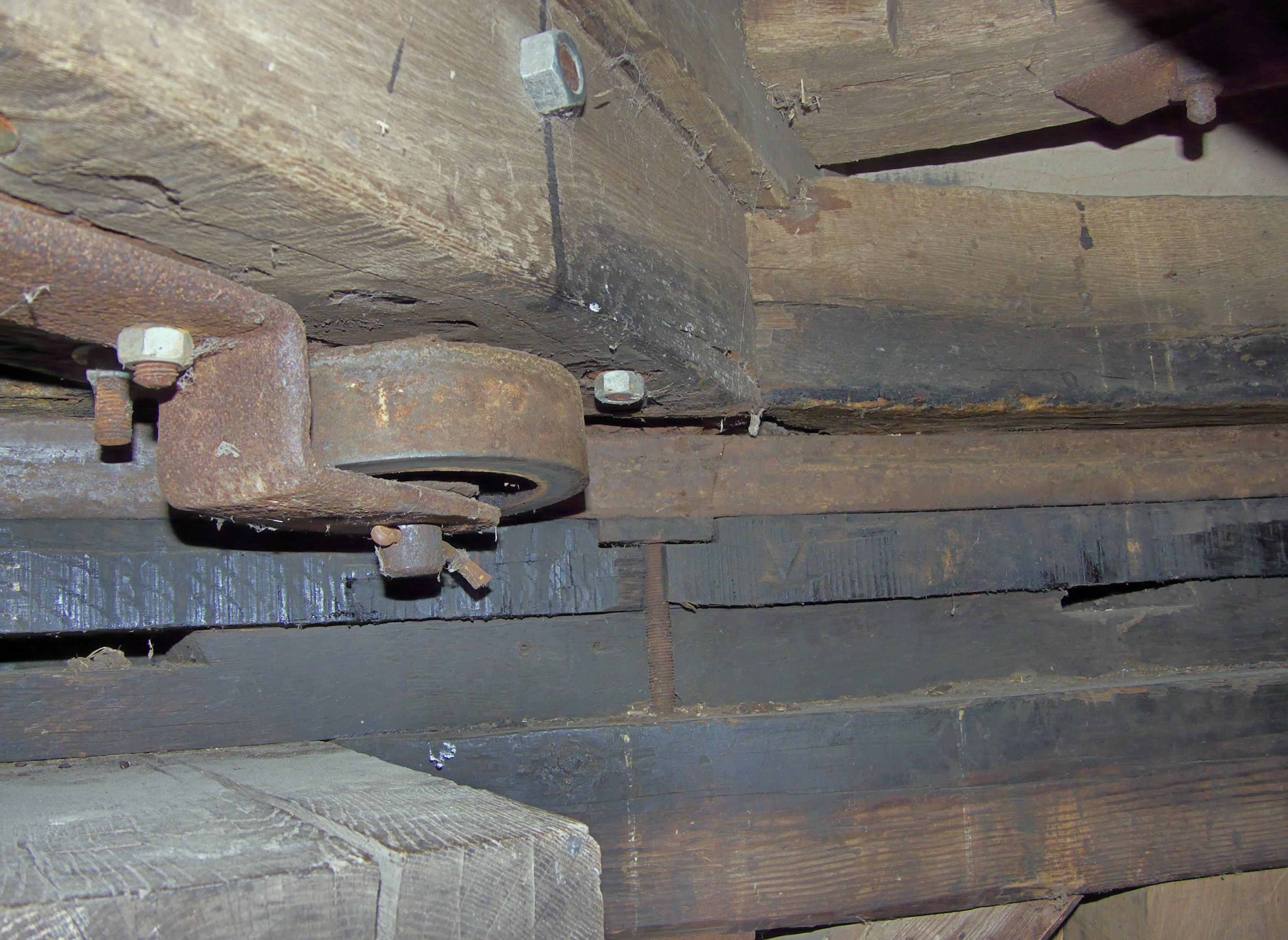
Keerrol kruiwerk
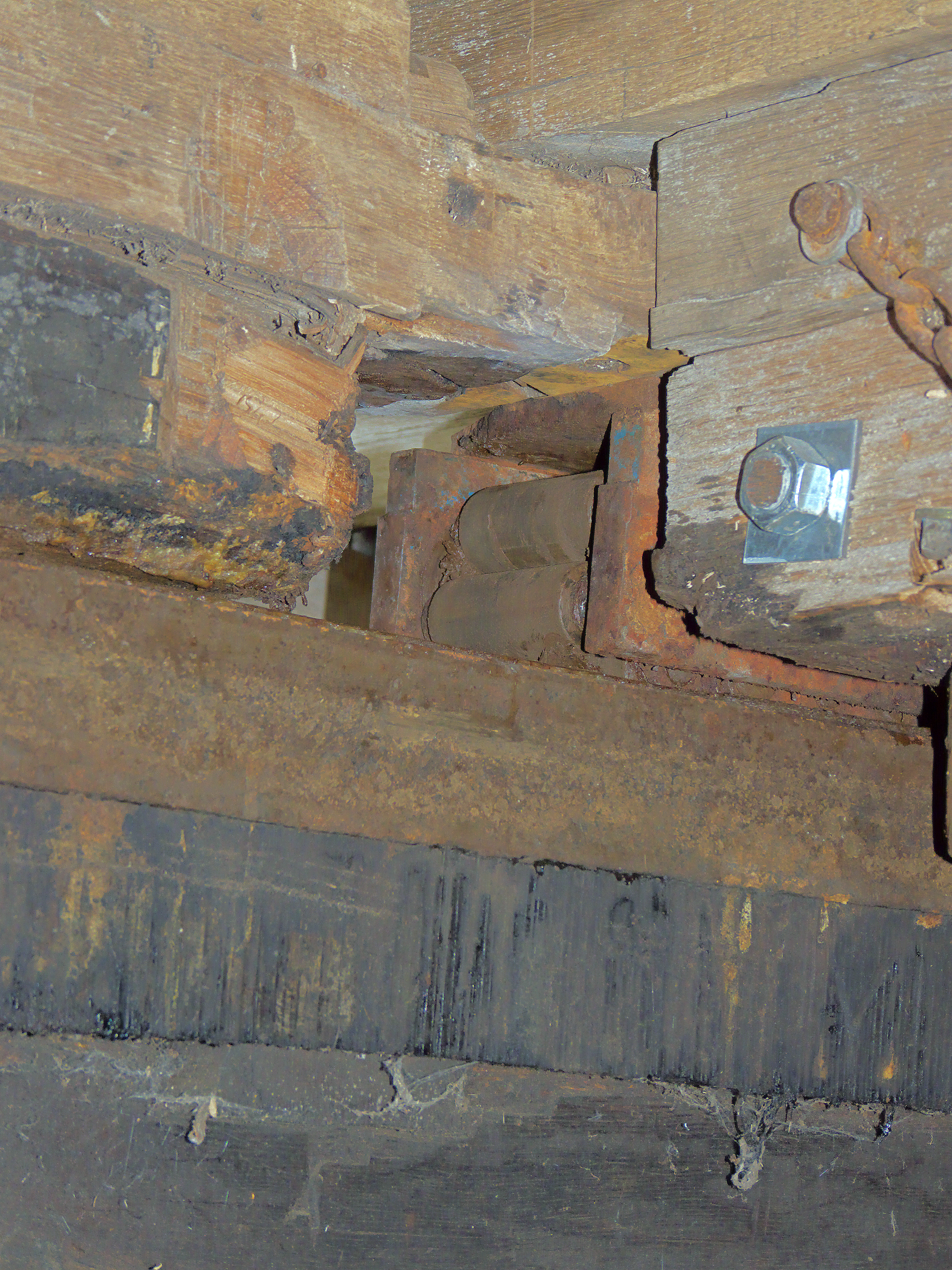
IJzeren rollen onder windpeluw
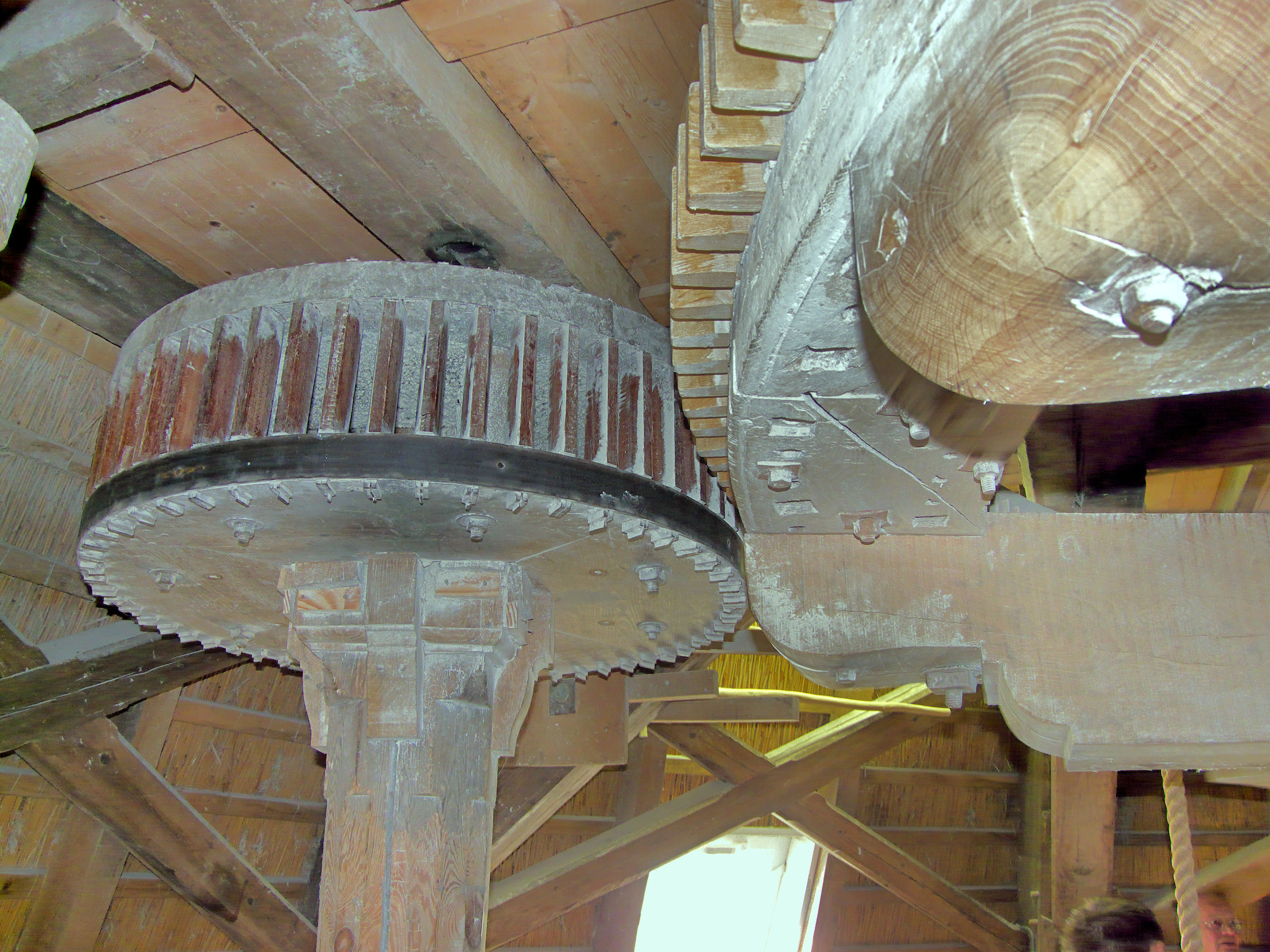
Spoorwiel met steenrondsel
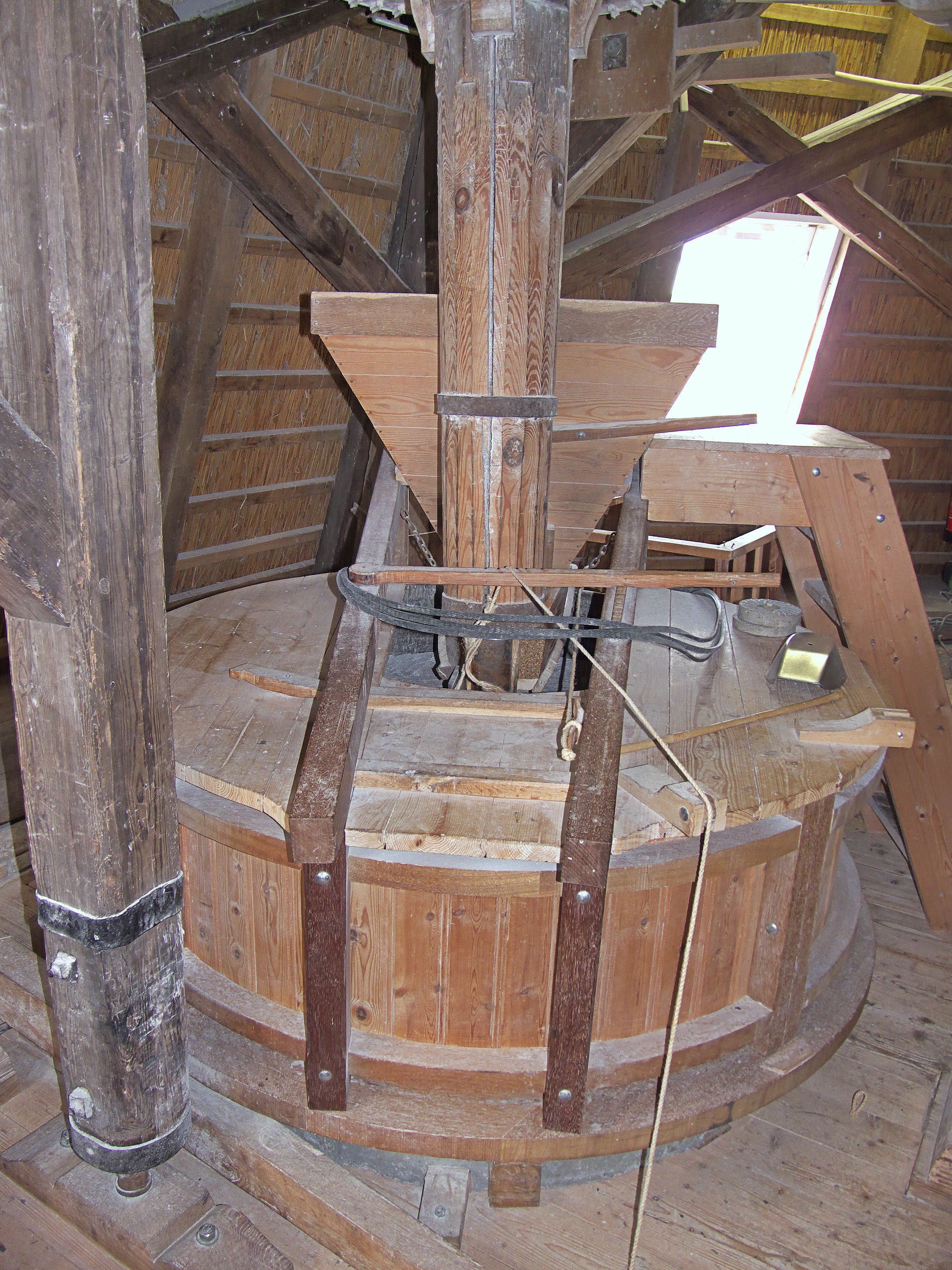
Maalkoppel
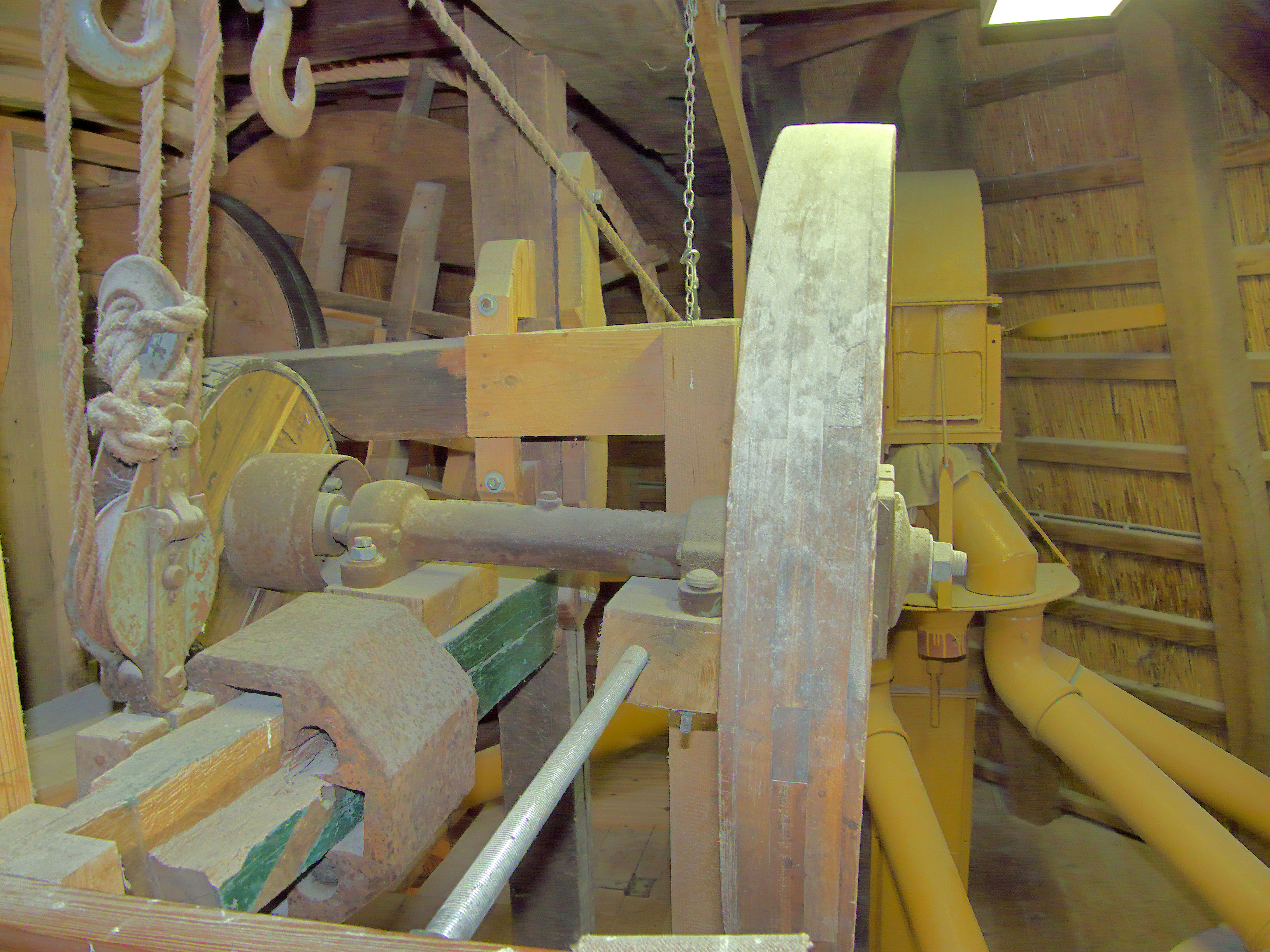
Extra aandrijving via luitafel